# Окороков, Матвей Петрович
Матвей Петрович Окороков (1915—1945) — лейтенант Рабоче-крестьянской Красной Армии, участник Великой Отечественной войны, Герой Советского Союза (1943).

## Биография
Матвей Окороков родился 22 августа 1915 года в селе Ламское (ныне — Становлянский район Липецкой области). После окончания педучилища в Чимкенте работал учителем в сельской школе. В 1936—1938 годах проходил службу в Рабоче-крестьянской Красной Армии. В 1942 году Окороков повторно был призван в армию. Окончил танковое училище. С июля 1943 года — на фронтах Великой Отечественной войны.
К июлю 1943 года лейтенант Матвей Окороков командовал взводом 209-го танкового батальона 88-й танковой бригады 15-го танкового корпуса 3-й гвардейской танковой армии Брянского фронта. Отличился во время Курской битвы. 22 июля 1943 года взвод Окорокова одним из первых ворвался в деревню Неплюево Залегощенского района Орловской области и принял активное участие в его освобождении. Когда в разгар боя танк Окорокова был подбит, экипаж занял оборону в одном из домов деревни и продолжил сражаться. Не понеся потерь, экипажу Окорокова удалось вернуться в расположение своей части.
Указом Президиума Верховного Совета СССР от 23 сентября 1943 года за «образцовое выполнение боевых заданий командования на фронте борьбы с немецкими захватчиками и проявленные при этом мужество и героизм» лейтенант Матвей Окороков был удостоен высокого звания Героя Советского Союза со вручением ордена Ленина и медали «Золотая Звезда» за номером 2101.
5 марта 1945 года Окороков погиб в бою. Похоронен в Познани.
Был также награждён орденом Отечественной войны 1-й степени.
В честь Окорокова установлен памятник в селе Кирово Сарыагашского района Южно-Казахстанской области Казахстана.

## Память
В Сарыагашском районе Туркестанской области Казахстана в селе Дербисек установлен памятник-бюст, там же в честь Окорокова названа средняя школа, также имя героя носила самая длинная улица села, но впоследствии была переименована.